# Stadio Crimea
Lo stadio Crimea (in croato: Stadion Krimeja) è un impianto sportivo della città croata di Fiume situato nel quartiere orientale di Sussak, all’epoca un comune jugoslavo. Ospita le partite interne dell'Orijent ed ha una capienza di 3.000 spettatori.
Il nome "Crimea" è la versione italiana di Krimeja, il quartiere di Sussak dove sorge l'impianto. Non c'è nessun collegamento con la penisola sul Mar Nero, che in croato viene chiamata "Krim".

## Storia
Lo stadio fu inaugurato il 20 maggio 1923 con un'amichevole tra l'Orijent ed HAŠK Zagabria.